# ویکتور استانتیتسین
ویکتور استانتیتسین (روسی: Ви́ктор Я́ковлевич Стани́цын؛ ۲ مه ۱۸۹۷ – ۲۴ دسامبر ۱۹۷۶) بازیگر اهل امپراتوری روسیه بود.
از فیلم‌ها یا برنامه‌های تلویزیونی که وی در آن نقش داشته‌است می‌توان به جنگ و صلح، نبرد استالینگراد اشاره کرد.
وی همچنین برندهٔ جوایزی همچون جایزه هنرمند مردمی اتحاد جماهیر شوروی، مدال دفاع از مسکو، هنرمند مردمی جمهوری شوروی فدراتیو سوسیالیستی روسیه، و نشان پرچم سرخ کار شده‌است.